# Ислямски принос към културата на средновековна Европа
През Развитото средновековие ислямският свят е достигнал своя културен връх, а информация и идеи проникват оттам в  Европа през Ал-Андалус, Сицилийския емират и кръстоносните държави в Леванта. Гръцки класически и арабски текстове по астрономия, математика и медицина, преведени на латински, водят до трансформацията на почти всички дисциплини в средновековния латински свят, като особено силно се усеща влиянието на мюсюлманските философи в натурфилософията, психологията и метафизиката. Друг принос са технологичните и научни иновации, проникнали чрез Пътя на коприната, включително китайски изобретения като хартията, компаса   и барутът.
Ислямският свят влияе и на други аспекти на средновековната европейска култура, отчасти чрез оригиналните иновации, направени по време на ислямския златен век, в различни области като изкуствата, селското стопанство, алхимията, музиката, грънчарството и др.
От този период датират много арабски заемки в западноевропейските езици, включително английски, предимно чрез старофренски.  Това включва традиционни имена на звезди като Алдебаран, научни термини като алхимия (откъдето и химия ), алгебра, алгоритъм и т.н. и имена на стоки като захар, камфор, памук, кафе и т.н.

## Пътища на проникване
През Средновековието Европа и ислямските държави имат множество допирни точки. Основните точки на проникване на ислямското знание в Европа са в Сицилия и в Испания, особено в Толедо. В Сицилия, след ислямското завладяване на острова през 965 г. и повторното му завоюване от норманите през 1091 г., се развива синкретична нормандско-арабско-византийска култура, поощрявана от владетели като крал Роже II Сицилиански, който има ислямски войници, поети и учени в своя двор. Мароканецът Мохамед ал-Идриси пише за Роже географския труд с карти Книга на приятните пътувания в далечни земи или Tabula Rogeriana, един от най-забележителните географски трактати на Средновековието. 
Кръстоносните походи също засилват обмена между Европа и Леванта, като в него играят основна роля италианските морски републики. В Леванта, в градове като Антиохия, арабската и латинската култури се смесват интензивно. 
През XI и XII век много християнски учени пътуват до мюсюлманските земи, за да се учат. Сред тях са например Леонардо Фибоначи (ок. 1170 – ок. 1250), Аделард от Бат (ок. 1080 – ок. 1152) и Константин Африкански (1017 – 1087). От XI до XIV век множество европейски студенти посещават мюсюлмански центрове за висше образование, за да изучават медицина, философия, математика, космография и други предмети. 